# Nacionalni parkovi Sjedinjenih Američkih Država
Nacionalni parkovi Sjedinjenih Američkih Država naziv je za skupinu od 59 nacionalnih parkova i zaštićenih područja smještenih na teritoriju Sjedinjenih Američkih Država, kojima upravlja National Park Service, agencija američkog Ministarstva unutarnjih poslova. Da bi neko područje postalo nacionalnim parkom, njegovo utemeljenje mora biti potvrđeno aktom Kongresa Sjedinjenih Američkih Država. Prvi utemeljeni park, čije je utemeljenje 1872.  godine potpisao američki predsjednik Ulysses S. Grant, bio je Yellowstone. Posebnim zakonskim aktom ((engl.) Organic Act) izglasanim 1916. godine, osnovana je agencija National Park Service, čija je zadaća očuvanje prirode, prirodnih i povijesnih objekata i divljeg života u zaštićenim područjima te očuvanje tih područja za buduće generacije. Američki nacionalni parkovi obično obiluju raznim prirodnim resursima na velikim površinama. Mnogi od njih prvotno su bili zaštićeni nacionalni spomenici prirode. Sedam je američkih nacionalnih parkova spojeno s nacionalnim rezervatima. Šest takvih se nalazi na teritoriju savezne države Aljaska.

## Osnovni podaci
Američki nacionalni parkovi su raspoređeni u 27 saveznih država i na područjima otoka Američka Samoa i Američki Djevičanski Otoci. Najviše se nacionalnih parkova nalazi na području Kalifornije i Aljaske, u svakoj državi po osam, a potom slijedi Utah s pet te Colorado s četiri nacionalna parka. Najveći nacionalni park je Wrangell-St. Elias koji zauzima prostor od 32.000 km2. Najmanji je Hot Springs koji je smješten na prostoru manjem od 24 km2. Ukupna površina zaštićenih nacionalnih parkova iznosi oko 210.000 km2, prosječno po parku oko 3.620 km2. Najposjećeniji američki nacionalni park je Great Smoky Mountains, s više od devet milijuna posjetitelja tijekom 2008. godine, a potom Grand Canyon, s više od četiri milijuna posjetitelja. Četrnaest nacionalnih parkova su dio svjetske baštine.

## Nacionalni parkovi
| Naziv                        | Slika | Lokacija                                                       | Osnovan             | Površina km2 | Kratki opis |
| ---------------------------- | ----- | -------------------------------------------------------------- | ------------------- | ------------ | --- |
| Acadia                       |       | Maine 44°21′N 68°13′W / 44.35°N 68.21°W                        | 26. veljače 1919.   | 191,8        | Pokriva veći dio otoka Mount Desert i druge priobalne otoke. U sastavu nacionalnog parka je najviša planina na obali Atlantika, granitni vrhovi, obalna crta oceana, šume i slatkovodna jezera. |
| Američka Samoa               |       | Američka Samoa 14°15′S 170°41′W / 14.25°S 170.68°W             | 31. listopada 1988. | 36,4         | Najjužniji američki nacionalni park koji je smješten na tri otoka Američke Samoe. U sastavu parka su zaštićeni koraljni grebeni, kišne šume, vulkanske planine i bijele plaže. Područje je dom Samoanaca, samoanskih letećih lisica, morskih kornjača i oko 900 različitih vrsta riba. |
| Arches                       |       | Utah 38°41′N 109°34′W / 38.68°N 109.57°W                       | 12. studenog 1971.  | 309.7        | U ovom nacionalnom parku se nalazi preko 2.000 lukova pješčenjaka. Ove strukture su nastale kao posljedica pustinjske klime i erozije tijekom milijuna godina. U parku se nalaze i ostale geološke formacije poput kamenih stupova, tornjeva i kula. |
| Badlands                     |       | Južna Dakota 43°45′N 102°30′W / 43.75°N 102.50°W               | 10. studenog 1978.  | 982,4        | U nacionalnom parku Badlands se nalazi zbrika vertikalnih tornjeva s relativno ravnim vrhovima i velika travnata prerija. Područje parka je najbogatije svjetsko nalazište fosila iz oligocena te stanište razne divljači, uključujući bizone, muflone, tvorove i lisice. |
| Big Bend                     |       | Teksas 29°15′N 103°15′W / 29.25°N 103.25°W                     | 20. lipnja 1935.    | 3.242,2      | Park obuhvaća pogranično područje rijeke Rio Grande duž američko-meksičke granice. U sastavu parka je i pustinja Chihuahuan. Područje je bogato nalazište raznih fosila iz vremena krede i tercijara te raznih predmeta indijanske kulture. |
| Biscayne                     |       | Florida 25°39′N 80°05′W / 25.65°N 80.08°W                      | 28. lipnja 1980.    | 699,8        | Smješten u zaljevu Biscayne Bay, ovaj park na sjevernom dijelu Florida Keysa sastavljen je od četiri međusobno povezana morska ekosustava: šume mangrova, zaljeva, Florida Keysa i koraljnih grebena. Stanište je zapadnog lamantina ((lat.) Trichechus manatus), američkog krokodila ((lat.) Crocodylus acutus), raznih morskih kornjača i sivog sokola.                                                          |
| Black Canyon of the Gunnison |       | Colorado 38°34′N 107°43′W / 38.57°N 107.72°W                   | 21. listopada 1999. | 133,3        | Nacionalni park obuhvaća četvrtinu rijeke Gunnison sa zidovima kanjona iz pretkambrija. Zidovi kanjona su vrlo strmi, a kanjon je omiljeno mjesto za rafting i slobodno penjanje. Naziv Crni zahvaljuje svojoj maloj širini zbog koje je stalno u sjeni pa ostavlja dojam da su zidovi crne boje. |
| Bryce Canyon                 |       | Utah 37°34′N 112°11′W / 37.57°N 112.18°W                       | 25. veljače 1928.   | 145          | Bryce Canyon je ogromni prirodni amfiteatar uz visoravan Paunsaugunt. U području se nalazi na stotine visokih piramida građenih od sedimentnih stijena formiranih erozijom. Područje su izvorno nastanjivali Indijanci a kasnije i doseljenici mormoni. |
| Canyonlands                  |       | Utah 38°12′N 109°56′W / 38.2°N 109.93°W                        | 12. rujna 1964.     | 1.366,2      | Kanjon i tornjevi su oblikovani utjecajem rijeka Colorado, Green River i njihovih pritoka. Park je podijeljen na četiri okruga a obiluje nalazima kulture Pueblo indijanaca. |
| Capitol Reef                 |       | Utah 38°12′N 111°10′W / 38.20°N 111.17°W                       | 18. prosinca 1971.  | 979          | Ovaj nacionalni park sadrži oko 160 km dugačku vododerinu na kojoj su izloženi razni geološki slojevi. Ostale prirodne značajke su monoliti, pješčenjačke kupole i hridi u obliku zgrade Američkog kongresa. |
| Carlsbad Caverns             |       | Novi Meksiko 32°10′N 104°26′W / 32.17°N 104.44°W               | 14. svibnja 1930.   | 189,3        | Nacionalni park se sastoji od 117 špilja od kojih je najduža oko 190 km dugačka. Špilja Big Room 1.200 metara duga i dom je za više od 400.000 meksičkih i 16 drugih vrsta šišmiša. Na površinskom dijelu parka se nalaze pustinja Chihuahuan i izvori Rattlesnake. |
| Channel Islands              |       | Kalifornija 34°01′N 119°25′W / 34.01°N 119.42°W                | 5. ožujka 1980.     | 1.009,9      | Pet od osam kalifornijskih Kanalskih otoka su zaštićena područja, a polovica nacionalnog parka je podvodno područje. Otoci imaju jedinstveni sredozemni ekosustav i dom su za više od 2.000 vrsta kopnenih biljaka i životinja od kojih je 145 endemskih. Otoke su izvorno naseljavali Chumash Indijanci. |
| Congaree                     |       | Južna Karolina 33°47′N 80°47′W / 33.78°N 80.78°W               | 10. studenog 2003.  | 107,4        | Ovaj nacionalni park, u čijem je sastavu rijeka Congaree, dom je najveće preostale močvarne prašume u Sjevernoj Americi. Neka od stabala su najviša na istoku Sjedinjenih Američkih Država. |
| Crater Lake                  |       | Oregon 42°56′N 122°06′W / 42.94°N 122.1°W                      | 22. svibnja 1902.   | 741,5        | Kratersko jezero ((engl.) Crater Lake) smješteno je u kalderi planine Mazama, formiranoj nakon velike vulkanske erupcije prije 7.700 godina. To je najdublje jezero u Sjedinjenim Američkim Državama a poznato je po svojoj plavoj boji i čistoći vode. Na jezeru postoje dva otočića, a jezero se puni isključivo padalinama.                                                                                     |
| Cuyahoga Valley              |       | Ohio 41°14′N 81°33′W / 41.24°N 81.55°W                         | 11. listopada 2000. | 133          | Ovaj park smješten je uz rijeku Cuyahoga, a obiluje slapovima, brdima i stazama, te prikazuje način ranog ruralnog života. U parku se također nalaze brojne povijesne kuće, mostovi i druge građevine. |
| Dolina smrti                 |       | Kalifornija, Nevada 36°14′N 116°49′W / 36.24°N 116.82°W        | 31. listopada 1994. | 13.647,6     | Dolina smrti je najtoplije, najniže, a najsušnije područje Sjedinjenih Američkih Država. U parku se nalaze brojni kanjoni, pješčane dine, planine, slane ravnice i više od 1.000 vrsta biljaka. |
| Denali                       |       | Aljaska 63°20′N 150°30′W / 63.33°N 150.50°W                    | 26. veljače 1917.   | 19.185,8     | Nacionalni park Denali smješten je oko planine Mount McKinley, najviše planine u Sjevernoj Americi. McKinley i ostali vrhovi planinskog lanca Alaska Range prekriveni su dugačkim ledenjacima i sjevernim šumama. Ovo područje je obitavalište medvjeda grizli, karibua i sivih vukova. |
| Dry Tortugas                 |       | Florida 24°38′N 82°52′W / 24.63°N 82.87°W                      | 26. listopada 1992. | 261,8        | Dry Tortugas se nalazi zapadno od Florida Keysa. Otok je dom tvrđave Fort Jefferson, najveće zidane građevine na zapadnoj hemisferi. Većinu parka čini more pa park obiluje koraljnim grebenima i brojnim brodskim olupinama. U nacionalni park je moguće doći isključivo zračnim ili morskim putem. |
| Everglades                   |       | Florida 25°19′N 80°56′W / 25.32°N 80.93°W                      | 30. svibnja 1934.   | 6.104,8      | Nacionalni park Everglades najveća je suptropska divljina Sjedinjenih Američkih država. Ovaj ekosustav šume magrova i morskog estuarija dom je 36 zaštićenih vrsta uključujući floridsku panteru, američkog krokodila i zapadnog lamantina. |
| Gates of the Arctic          |       | Aljaska 67°47′N 153°18′W / 67.78°N 153.30°W                    | 2. prosinca 1980.   | 30.448,1     | Najsjeverniji američki nacionalni park žaštićeni je dio planinskog prstena Brooks Range. Dom je aljaskih starosjedilaca koji su od zemlje i karibua preživljavali oko 11.000 godina. |
| Glacier                      |       | Montana 48°48′N 114°00′W / 48.80°N 114.00°W                    | 11. svibnja 1910.   | 4.101,8      | Park je dio većeg Waterton Glacier International Peace parka. U ovom području se nalazi 26 preostalih ledenjaka i 130 jezera smještenih ispod vrhova planine Rocky Mountain. |
| Glacier Bay                  |       | Aljaska 58°30′N 137°00′W / 58.50°N 137.00°W                    | 2. prosinca 1980.   | 13.050,5     | Glacier Bay obiluje ledenjacima, planinama i fjordovima. Umjerene kišne šume i uvale dom su grizlija, divokoza, kitova, tuljana i orlova. Kada je 1794. otkriven, cijeli je zaljev bio okovan ledom, ali su se vremenom ledenjaci otapali i povukli za više od 105 km. |
| Grand Canyon                 |       | Arizona 36°04′N 112°08′W / 36.06°N 112.14°W                    | 26. veljače 1919.   | 4.926,7      | Grand kanjon, koji je oblikovala rijeka Colorado, dug je 446 km, dubok do 1.600 m i širok do 24 km. Milijuni godina izloženosti doveli su do formiranja šarenih slojeva na zidovima kanjona. |
| Grand Teton                  |       | Wyoming 43°44′N 110°48′W / 43.73°N 110.80°W                    | 26. veljače 1929.   | 1.254,5      | Grand Teton je najveća planina u planinskom vijencu Teton range. Najveća znamenitost parka je dolina Jackson Hole. |
| Great Basin                  |       | Nevada 38°59′N 114°18′W / 38.98°N 114.30°W                     | 27. listopada 1986. | 312,3        | Smješten oko vrha Wheeler Peak, Great Basin ((engl.) Veliki bazen) dom je 5.000 godina stare vrste stabala bora ((lat.) Pinus aristata), ledenjačkih morena i vapnenačkih špilja Lehman Caves. |
| Great Sand Dunes             |       | Colorado 37°44′N 105°31′W / 37.73°N 105.51°W                   | 13. rujna 2004.     | 173,9        | U nacionalnom parku se nalaze najveće ajevernoameričke pješčane dine čija visina doseže do 230 m. U parku se također nalaze i travnjaci, močvare te područja grmlja. Pješčane dine su nastale kao posljedica taloženja pijeska koje rijeka Rio Grande donosi u dolinu San Luis Valley a vjetar ga raznosi po okolici.                                                                                              |
| Great Smoky Mountains        |       | Sjeverna Karolina, Tennessee 35°41′N 83°32′W / 35.68°N 83.53°W | 22. svibnja 1926.   | 2.110,4      | Planine Great Smoky Mountains dio su gorja Appalachian s velikim rasponom visina. Dom su oko 400 vrsta kralježnjaka, 100 vrsta stabala i oko 5.000 različitih biljnih vrsta. |
| Guadalupe Mountains          |       | Teksas 31°55′N 104°52′W / 31.92°N 104.87°W                     | 15. listopada 1966. | 349,7        | U parku se nalazi Guadalupe Peak koji je najviši vrh američke savezne države Teksas, slikoviti kanjon McKittrick koji obiluje biljnom vrstom (lat.) Acer grandidentatum, dio pustinje Chihuahuan i fosilizirani greben iz razdoblja perma. |
| Haleakala                    |       | Havaji 20°43′N 156°10′W / 20.72°N 156.17°W                     | 1. kolovoza 1916.   | 117,7        | Vulkan Haleakala na havajskom otoku Maui ima veliki krater s mnoštvom stožaca ugarka. Dio parka Kipahulu obiluje slatkovodnim bazenima punim riba. Ovaj nacionalni park je dom najvećem broju ugroženih vrsta. |
| Havajski vulkani             |       | Havaji 19°23′N 155°12′W / 19.38°N 155.20°W                     | 1. kolovoza 1916.   | 1.308,9      | Nacionalni park Havajski vulkani smješten je na najvećem havajskom otoku istoimenog naziva Havaji. U sastavu parka su dva najaktivnija svjetska vulkana Kilauea i Mauna Loa. Raznoliki ekosustav parka se proteže od razine mora do visine od oko 4.000 m. |
| Hot Springs                  |       | Arkansas 34°31′N 93°03′W / 34.51°N 93.05°W                     | 4. ožujka 1921.     | 22,5         | Ovo je jedini američki nacionalni park koji se nalazi u urbanom području, a ujedno je i najmanji američki nacionalni park. Smješten je oko geotermalnih vrućih izvora. |
| Isle Royale                  |       | Michigan 48°06′N 88°33′W / 48.10°N 88.55°W                     | 3. ožujka 1931.     | 2.314        | Isle Royale je najveći otok jezera Superior i jedan je od dva parka do kojih se ne može doći cestovnom komunikacijom. Zbog divljine i izoliranosti jedan je od najmanje posjećivanih američkih nacionalnih parkova. Na otoku obitava tek dvadesetak vrsta sisavaca. |
| Joshua Tree                  |       | Kalifornija 33°47′N 115°54′W / 33.79°N 115.90°W                | 31. listopada 1994. | 3.196        | Park pokriva dijelove područja pustinja Colorado i Mojave, a dijelom se nalazi na području planina Little San Bernardino. Park je dom biljke juka ({{lat icon Yucca brevifolia, (engl.) Joshua tree). Područje obiluje pješčanim dinama, suhim jezerima, planinama i granitnim monolitima. |
| Katmai                       |       | Aljaska 58°30′N 155°00′W / 58.50°N 155.00°W                    | 2. prosinca 1980.   | 14.870,3     | Nacionalni park Katmai se nalazi u saveznoj državi Aljaska. U sastavu parka je dolina Valley of Ten Thousand Smokes i tokovi pepela nastali 1912. godine nakon erupcije vulkana Novarupta i stratovulkana Mount Katmai. Tijekom proljeća u područje dolaze brojni smeđi medvjedi u potrazi i lovu na losose. |
| Kenai Fjords                 |       | Aljaska 59°55′N 149°39′W / 59.92°N 149.65°W                    | 2. prosinca 1980.   | 2.711,3      | Park se nalazi u neposrednoj blizini aljaskog gradića Seward na poluotoku Kenai. U sastavu parka je veliko ledeno polje Harding Icefield, najmanje 38 ledenjaka i fjordovi kao posljedica njihovog djelovanja. |
| Kings Canyon                 |       | Kalifornija 36°48′N 118°33′W / 36.80°N 118.55°W                | 1. listopada 1890.  | 1.869,2      | Kings Canyon dom je nekolicine gigantskih sekvoja te drugog po veličini svjetskog stabla naziva General Grant. U sastavu parka također se nalaze dio kalifornijske rijeke Kings River, dio granitnog Kings kanjona, rijeka San Joaquin, kao i špilja Boyden Cave. |
| Kobuk Valley                 |       | Aljaska 67°33′N 159°17′W / 67.55°N 159.28°W                    | 2. prosinca 1980.   | 7.084,9      | U sastavu parka Kobuk Valley nalazi se oko 98 km rijeke Kobuk i tri regije prekrivene pješčanim dinama. Nastali kao posljedica djelovanja ledenjaka, Great Kobuk, Little Kobuk i pješčane dine rijeke Hunt dosežu visinu od oko 38 m i temperature od oko 38°C, a ujedno su najviše arktičke dine. Milijuni karibua dva puta godišnje migriraju kroz područje parka. Ovaj nacionalni park je najmanje posjećivani. |
| Lake Clark                   |       | Aljaska 60°58′N 153°25′W / 60.97°N 153.42°W                    | 2. prosinca 1980.   | 10.601,7     | Na području parka oko jezera Clark nalaze se čak četiri aktivna vulkana, uključujući planinu Mount Redoubt, rijeke, ledenjaci, slapovi, umkjerene kišne šume, visoravan tundre i tri planinska vijenca. |
| Lassen Volcanic              |       | Kalifornija 40°29′N 121°31′W / 40.49°N 121.51°W                | 9. kolovoza 1916.   | 430,5        | Lassen Peak najveći je ugasli vulkan na svijetu. Zadnja njegova erupcija zabilježena je 1915. godine. Osim vulkana park sadrži hidrotermalna područja s dimnjacima fumarolima, kipućim bazenima i isparavajućim tlom grijanim rastaljenim stijenama smještenim ispod same površine. |
| Mammoth Cave                 |       | Kentucky 37°11′N 86°06′W / 37.18°N 86.10°W                     | 25. svibnja 1926.   | 213,8        | S 587 zabilježenih i označenih prolaza, špilja Mammoth Cave je daleko najduži špiljski sustav na svijetu. U ovom jedinstvenom ekosustavu obitavaju pet vrsta šišmiša, špiljski škampi, špiljske ribe i špiljski vodenjaci. Iznad špilje, na površini se nalaze brojne rijeke, pješačke staze, ponikve i izvori. |
| Mesa Verde                   |       | Colorado 37°11′N 108°29′W / 37.18°N 108.49°W                   | 29. lipnja 1906.    | 210,9        | U ovom području se nalazi preko 4.000 arheoloških nalazišta Pueblo Indijanaca koji su ovdje živjeli preko 700 godina. Nastambe uklesane u stijenu građene su tijekom 12. i 13. stoljeća. Najveća nastamba je Cliff Palace koja sadrži 150 soba, 23 prostorije namijenjene vjerskim ritualima te brojne prolaze i tunele.                                                                                           |
| Mount Rainier                |       | Washington 46°51′N 121°45′W / 46.85°N 121.75°W                 | 2. ožujka 1899.     | 953,5        | Aktivni vulkan Mount Rainier najistaknutiji je vrh u gorju Cascades, a prekriven je s 26 ledenjaka uključujući i ledenjake Carbon Glacier te Emmons Glacier koji je najveći kontinentalni ledenjak Sjedinjenih Američkih Država. |
| North Cascades               |       | Washington 48°42′N 121°12′W / 48.70°N 121.20°W                 | 2. listopada 1968.  | 2.042,8      | Ovaj kompleks uključuje dva dijela nacionalnog parka, jezero Ross Lake i jezero Lake Chelan s rekreacijskim područjima. U sastavu parka su brojni ledenjaci i vrlo popularna područja namijenjena planinarenju i šetnji poput Cascade Pass, Mount Shuksan, Mount Triumph i Eldorado Peak. |
| Olympic                      |       | Washington 47°58′N 123°30′W / 47.97°N 123.50°W                 | 29. lipnja 1938.    | 3.733,8      | Smješten na poluotoku Olympic, ovaj se nacionalni park rasprostire od obale Pacifika do umjerenih kišnih šuma planine Olympus. Dio parka je najvlažnije područje u Sjedinjenim Američkim Državama. |
| Petrified Forest             |       | Arizona 35°04′N 109°47′W / 35.07°N 109.78°W                    | 9. prosinca 1962.   | 378,5        | Nacionalni park sadrži veliku koncentraciju 225 milijuna godina stare okamenjene šume. Na području parka je i nalazište fosila dinosaura i preko 350 nalazišta domorodaca. |
| Redwood                      |       | Kalifornija 41°18′N 124°00′W / 41.30°N 124.00°W                | 2. listopada 1968.  | 455,3        | Ovaj nacionalni park u službi je zaštite gotovo polovice preostalih sekvoja ((lat.) Sequoia sempervirens), najviših svjetskih stabala. U ovom seizmološki vrlo aktivnom području nalaze se i tri riječna sustava i oko 60 km zaštićenog obalnog pojasa s plimnim bazenima. Područje je dom raznih vrsta biljnog i životinjskog svijeta.                                                                            |
| Rocky Mountain               |       | Colorado 40°24′N 105°35′W / 40.40°N 105.58°W                   | 26. siječnja 1915.  | 1.075,8      | Ovaj dio planinskog lanca Stijenjak područje je različitog ekosustava jezera, planinskih i podalpskih šuma te tundre. park je dom jelena mazgara, muflona, crnih medvjeda i puma. |
| Saguaro                      |       | Arizona 32°15′N 110°30′W / 32.25°N 110.50°W                    | 14. listopada 1994. | 370          | Podijeljena između planine Rincon i gorja Tucson, suha pustinja Sonora dom je mnoštva životinja u šest različitih bioloških zajednica. Park je nazvan po kaktusu Saguaro kojim je prekriveno ovo područje. |
| Sequoia                      |       | Kalifornija 36°26′N 118°41′W / 36.43°N 118.68°W                | 25. rujna 1890.     | 1.635,1      | Pod zaštitom ovoga nacionalnog parka nalazi se divovska šuma Giant Forest, koja je dom najvećih pet svjetskih stabala a od kojih je najveće ono naziva General Sherman. Na području parka se također nalazi preko 240 špilja i granitna kupola Moro Rock. |
| Shenandoah                   |       | Virginia 38°32′N 78°21′W / 38.53°N 78.35°W                     | 22. svibnja 1926.   | 805,5        | Opjevane planine Blue Ridge Mountains nacionalnog parka Shenandoah, prekrivene gustim šumama, dom su za oko 10.000 životinja. Ceste i staze Skyline Drive i Appalachian Trail protežu se uzduž ovog uskog parka u dužini od preko 800 km. Posebnost parka čine i slapovi rijeke Shenandoah. |
| Theodore Roosevelt           |       | Sjeverna Dakota 46°58′N 103°27′W / 46.97°N 103.45°W            | 10. studenog 1978.  | 285,1        | Područje parka koji je nastao utjecajem američkog oredsjednika Theodora Roosevelta podijeljen je na tri dijela. Osim posjete Rooseveltovoj kolibi u parku je moguće i planinarenje. Park je dom bizonima, vitorogim antilopama, muflonima i divljim konjima. |
| Virgin Islands               |       | Američki Djevičanski Otoci 18°20′N 64°44′W / 18.33°N 64.73°W   | 2. kolovoza 1956.   | 59,4         | Otog Svetog Ivana ((engl.) Saint John) ima bogatu kulturnu i prirodnu povijest. Na otoku su arheološka nalazišta kulture Taíno i ruševine plantaža šećera još iz vremena Cristofora Columba. |
| Voyageurs                    |       | Minnesota 48°30′N 92°53′W / 48.50°N 92.88°W                    | 8. siječnja 1971.   | 883          | Ovaj park smješten na četiri glavna jezera, mjesto je za vožnju kanua, kajaka i ribolov. Prvi stanovnici parka bili su pripadnici plemena Chippewa Indijanaca. Područje obiluje visokim stijenama, kamenim vrtovima, otocima, uvalama i povijesnim zgradama. |
| Wind Cave                    |       | Južna Dakota 43°34′N 103°29′W / 43.57°N 103.48°W               | 9. siječnja 1903.   | 114,5        | U sastavu parka je špilja, koja je otkrivena zahvaljujući zvuku vjetra koji je dolazio iz rupe u zemlji. Wind Cave je u svijetu najgušći špiljski sustav. |
| Wrangell–St. Elias           |       | Aljaska 61°00′N 142°00′W / 61.00°N 142.00°W                    | 2. prosinca 1980.   | 33.682,6     | Ovo planinsko područje spoj je aljaskih planinskih vijenaca Alaska, Chugach i Wrangell-Saint Elias, koji se sastoje od brojnih najvećih vrhova kontinenta viših od 4.900 m uključujući planinu Mount Saint Elias. Preko 25% površine parka su ledenjacima prekriveni vulkanski vrhovi. |
| Yellowstone                  |       | Wyoming, Montana, Idaho 44°36′N 110°30′W / 44.60°N 110.50°W    | 1. ožujka 1872.     | 8.983,2      | Ovaj nacionalni park je smješten na Yellowstoneskoj kalderi i najstariji je svjetski nacionalni park. Obiluje geotermalnim područjima poput vrelih izvora i gejzira, od koji su najpoznatiji gejzir Old Faithful i termalni izvor Grand Prismatic Spring. Park je obitavalište oko 60 vrsta sisavaca uključujući i sivog vuka, grizlija, bizona i jelena.                                                          |
| Yosemite                     |       | Kalifornija 37°50′N 119°30′W / 37.83°N 119.50°W                | 1. listopada 1890.  | 3.080,7      | U sastavu parka Yosemite, u različitim geološkim i hidrološkim područjima, nalaze se vrlo visoke litice, slapovi i šume sekvoje. Najveće znamenitosti su granitna kupola Half Dome i stjenoviti toranj El Capitan koji se uzdižu visoko iznad doline Yosemite nastale pod utjecajem ledenjaka. U parku se nalazi i najveći sjevernoamerički slap Yosemite Falls čija je visina 739 m.                              |
| Zion                         |       | Utah 37°18′N 113°03′W / 37.30°N 113.05°W                       | 19. studenog 1919.  | 593,3        | U sastavu ovog geološki jedinstvenog područja brojni su šareno obojeni pješčenjački kanjoni, visoravni i stjenoviti tornjevi. Prirodni lukovi visoravan Colorado Plateau čine veliku divljinu četiri različita ekosustava. |

## Vanjske poveznice
- http://www.us-national-parks.net/  Arhivirana inačica izvorne stranice od 29. studenoga 2010. (Wayback Machine)
- http://www.yellowstone.net/natparks/  Arhivirana inačica izvorne stranice od 6. prosinca 2010. (Wayback Machine)
- National parks, National Forests (engl.)